# Municipio de Herman (Dakota del Norte)
El municipio de Herman (en inglés: Herman Township) es un municipio ubicado en el condado de Sargent en el estado estadounidense de Dakota del Norte. En el año 2010 tenía una población de 56 habitantes y una densidad poblacional de 0,6 personas por km².

## Geografía
El municipio de Herman se encuentra ubicado en las coordenadas 46°9′26″N 97°19′24″O / 46.15722, -97.32333. Según la Oficina del Censo de los Estados Unidos, el municipio tiene una superficie total de 93.09 km², de la cual 92.98 km² corresponden a tierra firme y (0.12%) 0.11 km² es agua.

## Demografía
Según el censo de 2010, había 56 personas residiendo en el municipio de Herman. La densidad de población era de 0,6 hab./km². De los 56 habitantes, el municipio de Herman estaba compuesto por el 96.43% blancos, el 1.79% eran asiáticos y el 1.79% pertenecían a dos o más razas.